# Вкладення Сегре
Вкладення Сегре використовується в проєктивній геометрії для того, щоб розглядати прямий добуток двох проєктивних просторів як проєктивний многовид. Названо на честь італійського математика Коррадо Сегре.

## Означення
Відображення Сегре визначається як відображення
{\displaystyle \sigma :\mathbb {P} ^{n}\times \mathbb {P} ^{m}\to \mathbb {P} ^{(n+1)(m+1)-1},\ }
яке відправляє впорядковану пару точок в точку, однорідні координати якої  — попарні добутки однорідних координат вихідних точок (записані в лексикографічному порядку):
{\displaystyle \sigma :([x_{0}:x_{1}:\cdots :x_{n}],[y_{0}:y_{1}:\cdots :y_{m}])\mapsto [x_{0}y_{0}:x_{0}y_{1}:\cdots :x_{i}y_{j}:\cdots :x_{n}y_{m}].\ }
Дане відображення визначено коректно, оскільки, очевидно, не всі числа {\displaystyle x_{i}y_{j}\ }є рівними нулю і при виборі інших однорідних координат для точок просторів {\displaystyle \mathbb {P} ^{n},\ \mathbb {P} ^{m}} нові однорідні координати визначатимуть ту ж точку простору {\displaystyle \mathbb {P} ^{(n+1)(m+1)-1}.}
Образ цього відображення є проєктивним многовидом, що називається многовидом Сегре.

## Опис на мові лінійної алгебри
Згідно універсальної властивості тензорного добутку, для векторних просторів U і V (над одним і тим же полем k) існує природне відображення з їх декартового добутку в тензорний добуток:
{\displaystyle \varphi :U\times V\to U\otimes V.\ }
Як правило, це відображення не є ін'єктивним, тому що для будь-яких{\displaystyle u\in U}, {\displaystyle v\in V} і ненульового {\displaystyle c\in k,}
{\displaystyle \varphi (u,v)=u\otimes v=cu\otimes c^{-1}v=\varphi (cu,c^{-1}v).\ }
Відображення {\displaystyle \varphi } індукує морфізм проєктивізацією відповідних лінійних просторів:
{\displaystyle \sigma :\mathbb {P} (U)\times \mathbb {P} (V)\to \mathbb {P} (U\otimes V).\ }
Цей морфізм не тільки є ін'єктивним відображенням в сенсі теорії множин, він також є замкнутою іммерсією в сенсі алгебраїчної геометрії (це означає, що образ відображення може бути заданий як множина нулів системи поліноміальних рівнянь). Це пояснює причини, за якими дане відображення називають вкладенням Сегре.
Неважко порахувати розмірності відповідних просторів: якщо {\displaystyle \mathrm {dim} \;U=n+1,\;\mathrm {dim} \;V=m+1,} то {\displaystyle \mathrm {dim} \;(U\otimes V)=mn+m+n+1,} а оскільки проєктивізація зменшує розмірності на одиницю, даним випадком відповідає відображення {\displaystyle \mathbb {P} ^{n}\times \mathbb {P} ^{m}\to \mathbb {P} ^{nm+n+m}.}

## Властивості
- Якщо позначити однорідні координати на образі вкладення Сегре як {\displaystyle z_{ij}} і записати їх у вигляді матриці, то многовиду Сегре будуть належати «матриці» рангу 1, тобто матриці, у яких всі мінори розміру {\displaystyle 2\times 2} дорівнюють нулю. Зважаючи на властивості цих мінорів отримуємо, що образ проєктивного простору при відображенні Сегре є підмножиною множини спільних нулів многочленів виду

{\displaystyle z_{i,j}z_{k,l}-z_{i,l}z_{k,j},\ }     де {\displaystyle i\neq k,j\neq l.}
Всі ці многочлени є однорідними многочленами степеня 2 і тому множина їх спільних нулів є проєктивним многовидом у просторі {\displaystyle \mathbb {P} ^{(n+1)(m+1)-1}.}
- Навпаки якщо однорідні координати {\displaystyle [z_{00}:z_{01}:\cdots :z_{ij}:\cdots :z_{nm}]\ }деякої точки {\displaystyle p} простору {\displaystyle \mathbb {P} ^{(n+1)(m+1)-1}} задовольняють систему рівнянь визначену многочленами описаними вище (тобто дана точка належить проєктивному многовиду, що визначається даними многочленами)  то можна визначити точки {\displaystyle p_{1}\in \mathbb {P} ^{n},\ p_{2}\in \mathbb {P} ^{n}} для яких {\displaystyle \sigma (p_{1},p_{2})=p.} Якщо знову однорідні координати точки {\displaystyle p} у вигляді матриці, то однорідними координатами точки {\displaystyle p_{1}}можна взяти елементи довільного ненульового рядка цієї матриці, а  однорідними координатами точки {\displaystyle p_{2}} — елементи довільного ненульового стовпця матриці. Оскільки всі ненульові рядки і ненульові стовпці матриці рангу 1 відрізняються добутками на ненульові константи, а при виборі інших однорідних координат точки {\displaystyle p} всі стовпці та рядки матриці множаться на одну константу, то отримані точки {\displaystyle p_{1}\in \mathbb {P} ^{n},\ p_{2}\in \mathbb {P} ^{n}} визначені коректно і однозначно. Тобто відображення Сегре є бієктивним відображенням і його образом є проєктивний многовид.
- Шари многовиду Сегре (тобто множини виду {\displaystyle \sigma (\cdot ,p)} або {\displaystyle \sigma (p,\cdot )} для фіксованої точки {\displaystyle p} ) є лінійними підпросторами образу.

## Добуток квазіпроєктивних многовидів
Відображення Сегре використовується для означення добутку квазіпроєктивних многовидів, тото перетинів відкритих і замкнутих підмножин проєктивних просторів у топології Зариського.
Нехай {\displaystyle X\subset \mathbb {P} ^{n},Y\subset \mathbb {P} ^{m}} — квазіпроєктивні многовиди. Їх добутком називається обмеження відображення Сегре на множину {\displaystyle X\times Y.} Образ відображення при цьому обмеженні буде квазіпроєктивним многовидом у просторі {\displaystyle \mathbb {P} ^{(n+1)(m+1)-1},\ }який також буде проєктивним многовидом, якщо такими є {\displaystyle X,Y.} Для позначення цього многовиду переважно просто використовується {\displaystyle X\times Y.}
Проєкції {\displaystyle \pi _{1}:X\times Y\to X,\ \pi _{2}:X\times Y\to Y\ }є морфізмами квазіпроєктивних многовидів.
Добуток квазіпроєктивних многовидів має таку універсальну властивість: якщо  {\displaystyle X,Y,Z} — квазіпроєктивні многовиди, то відображення {\displaystyle \phi :Z\to X\times Y} є морфізмом квазіпроєктивних многовидів тоді і тільки тоді, коли {\displaystyle \phi (Z)=\sigma (f(Z),g(Z))}, де {\displaystyle f:Z\to X,\ g:Z\to Y} — морфізми відповідних проєктивних многовидів.

## Приклади

### Квадрики
У разі n = m = 1 відображення Сегре  — вкладення добутку проєктивної прямої на себе в тривимірний проєктивний простір. В однорідних координатах образ цього відображення є множиною розв'язків алгебраїчного рівняння
{\displaystyle \det \left({\begin{matrix}z_{0}&z_{1}\\z_{2}&z_{3}\end{matrix}}\right)=z_{0}z_{3}-z_{1}z_{2}=0.}
Таким чином, в комплексному проєктивному просторі многовид Сегре  — звичайна квадрика без особливостей. В дійсному проєктивному просторі це квадрика сигнатури{\displaystyle (2,2),} в афінних координатах їй відповідають однопорожнинний гіперболоїд і гіперболічний параболоїд. Обидві ці квадрики є прикладами лінійчатих поверхонь.

### Многовид Веронезе
Образом діагоналі {\displaystyle \Delta \subset P^{n}\times P^{n}} для відображення Сегре є многовид Веронезе степеня два:
{\displaystyle \nu _{2}:P^{n}\to P^{n^{2}+2n}.\ }